# アブデ・エザルズリ
エズ・アブデ (Ez Abde) こと、アブデサメド・"アブデ"・エザルズリ（Abdessamad "Abde" Ezzalzouli、2001年12月7日 - ）は、モロッコ・ベニ・メラル出身のサッカー選手。レアル・ベティス所属。ポジションはFW。モロッコ代表。

## クラブ経歴
11歳のころエルクレスCFの下部組織に入団し、2021年にFCバルセロナBに加入。2021年11月28日、エスパニョール戦でシャビ新監督に抜擢されてスタメンデビューを果たした。
2022年9月1日、2026年6月30日までの契約延長と、シーズン終了まではCAオサスナにローン移籍することが発表された。
2023年9月1日、レアル・ベティスに完全移籍で加入した。移籍金は750万ユーロで、バルセロナは買戻条項および将来移籍する際の移籍金の50パーセントを受け取る権利を有している。

## 代表経歴
2021年12月、アフリカネイションズカップに向けたモロッコ代表に初招集された。しかしながら、スペイン代表を選択する意向のことから代表招集を見送られた。
2022年9月、2度目のモロッコ代表からの招集に応じ、9月23日に開催された親善試合のチリ代表戦でモロッコ代表デビューを果たした。
2022年11月10日、カタールで開催される2022 FIFAワールドカップに挑むメンバーの1人に選出された。モロッコがワールドカップでアフリカ史上初のベスト4に輝くと、12月20日にムハンマド6世から直々にモロッコ国家勲章を授与された。
2023年6月、母国開催のアフリカ U-23ネイションズカップに向けたメンバーに選ばれた。大会ではチームのキャプテンに指名されると、出場した4試合で3ゴール3アシストの活躍を魅せてチームは初優勝と2024年パリオリンピックの出場権を獲得し、自身も得点王を受賞した。

## 個人成績

### クラブでの成績
2023年7月30日現在
| クラブ          | シーズン       | リーグ戦       | リーグ戦 | リーグ戦 | カップ戦 | カップ戦 | 国際大会 | 国際大会 | その他 | その他 | 通算 | 通算 |
| クラブ          | シーズン       | ディビジョン   | 出場     | 得点     | 出場     | 得点     | 出場     | 得点     | 出場   | 得点   | 出場 | 得点 |
| --------------- | -------------- | -------------- | -------- | -------- | -------- | -------- | -------- | -------- | ------ | ------ | ---- | ---- |
| エルクレスB     | 2019-20        | テルセーラ     | 17       | 5        | —        | —        | —        | —        | —      | —      | 17   | 5    |
| エルクレスB     | 2020-21        | テルセーラ     | 8        | 0        | —        | —        | —        | —        | —      | —      | 8    | 0    |
| エルクレスB     | 通算           | 通算           | 25       | 5        | —        | —        | —        | —        | —      | —      | 25   | 5    |
| エルクレス      | 2019-20        | セグンダB      | 4        | 0        | 1        | 0        | —        | —        | —      | —      | 5    | 0    |
| エルクレス      | 2020-21        | セグンダB      | 17       | 2        | 0        | 0        | —        | —        | —      | —      | 17   | 2    |
| エルクレス      | 通算           | 通算           | 21       | 2        | 1        | 0        | —        | —        | —      | —      | 22   | 2    |
| バルセロナB     | 2021-22        | プリメーラRFEF | 21       | 3        | —        | —        | —        | —        | —      | —      | 21   | 3    |
| バルセロナ      | 2021-22        | ラ・リーガ     | 10       | 1        | 1        | 0        | 0        | 0        | 1      | 0      | 12   | 1    |
| オサスナ (loan) | 2022-23        | ラ・リーガ     | 28       | 4        | 6        | 2        | —        | —        | —      | —      | 34   | 6    |
| バルセロナ      | 2023-24        | ラ・リーガ     |          |          |          |          |          |          |        |        |      |      |
| キャリア総通算  | キャリア総通算 | キャリア総通算 | 105      | 15       | 8        | 2        | 0        | 0        | 1      | 0      | 114  | 17   |

1. ↑  スーペルコパ・デ・エスパーニャ

## 代表歴

### 出場大会
- モロッコ代表

2022年 - 2022 FIFAワールドカップ（ベスト4）
- U-23モロッコ代表

2023年 - アフリカ U-23ネイションズカップ（優勝）

### 試合数
- 国際Aマッチ 11試合 0得点（2022年-）[20]

| モロッコ代表 | 国際Aマッチ | 国際Aマッチ |
| 年           | 出場        | 得点        |
| ------------ | ----------- | ----------- |
| 2022         | 5           | 0           |
| 2023         | 6           | 0           |
| 2024         |             |             |
| 通算         | 11          | 0           |

## タイトル

### クラブ
オサスナ
- コパ・デル・レイ準優勝 : 2022-23[21]

### 代表
U-23モロッコ代表
- アフリカ U-23ネイションズカップ: 2023
- パリオリンピック銅メダル: 2024

### 個人
- アフリカ U-23ネイションズカップ得点王 : 2023[22]
- アフリカ U-23ネイションズカップ・チーム・オブ・ザ・トーナメント : 2023[23]

### 勲章
- モロッコ国家勲章（英語版） : 2022[24]